# Premi Emmy 2017

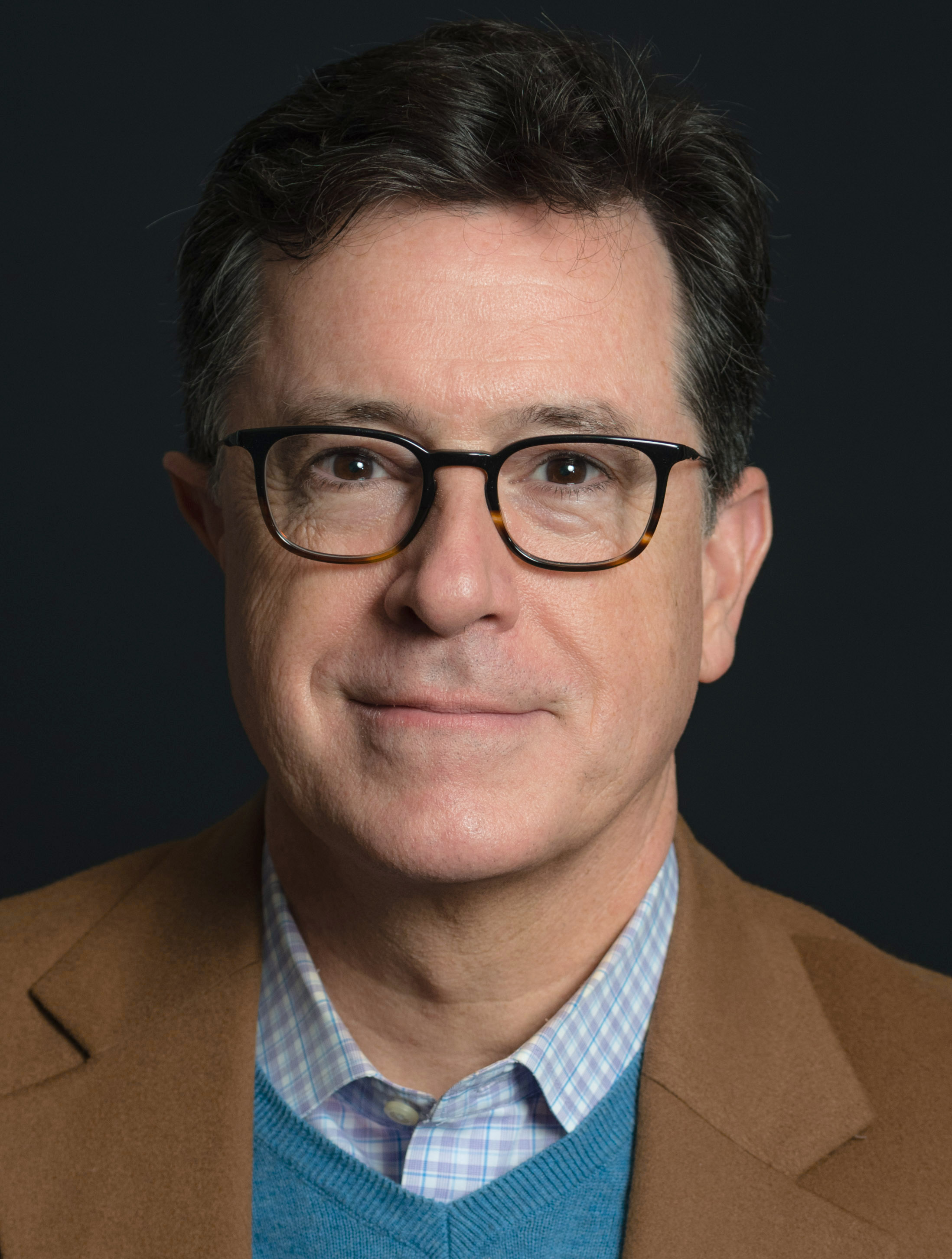
Stephen Colbert ha presentato la 69ª edizione dei Primetime Emmy Awards

La cerimonia della 69ª edizione dei Primetime Emmy Awards (69th Primetime Emmy Awards) si è tenuta al Microsoft Theatre di Hollywood, a Los Angeles, il 17 settembre 2017. La cerimonia è stata presentata da Stephen Colbert e trasmessa in diretta televisiva dall'emittente CBS.
Le candidature erano state annunciate il 13 luglio 2017.
Il 9 maggio 2017 sono stati assegnati gli Sports Emmy Awards, mentre i News & Documentary Emmy Awards saranno consegnati il 5 ottobre 2017; entrambe le cerimonie sono ospitate dal Jazz at Lincoln Center di New York.

## Primetime Emmy Awards
L'edizione ha visto l'introduzione delle nuove categorie miglior supervisione musicale, miglior casting per un reality show, mentre le miglior fotografie per serie girate in modalità single-camera sono state divise in una categoria per quelle dalla durata di un'ora e in un'altra per quelle fino a mezz'ora per episodio; altre modifiche hanno riguardato le categorie per i programmi interattivi.
La cerimonia è stata contrassegnata da numerose battute satiriche e critiche più o meno sottili rivolte a Donald Trump sia da Colbert, che nel suo numero d'apertura ha tra l'altro definito il presidente la «star televisiva dell'anno» e affermato come il mondo rappresentato in TV correntemente sia migliore di quello reale, sia da diversi co-presentatori e artisti premiati; tra questi John Lithgow, miglior attore non protagonista in una serie drammatica, ha ad esempio ricordato come il personaggio da lui interpretato, Winston Churchill, ci ricorda cosa sono veramente il coraggio e la leadership nel governare. Durante la serata, generalmente giudicata positivamente dai critici anche grazie alla qualità dei programmi premiati, la protagonista di Crazy Ex-Girlfriend Rachel Bloom si è esibita in un numero musicale con i contabili che lavorano per l'Academy, Colbert e Jeffrey Wright sono stati protagonisti di uno sketch ambientato nel mondo di Westworld, mentre RuPaul ha intervistato la statua del premio Emmy.
Tra gli artisti che hanno annunciato i vincitori si sono alternati: Riz Ahmed, Anthony Anderson, Iain Armitage, Alec Baldwin, Jason Bateman, Jessica Biel, Alexis Bledel, Rachel Bloom, Matt Bomer, Carol Burnett, Dave Chappelle, Priyanka Chopra, James Corden, Viola Davis, Laura Dern, Edie Falco, Anna Faris, Mark Feuerstein, Jane Fonda, Jermaine Fowler, Chris Hardwick, Allison Janney, Rashida Jones, Nicole Kidman, Zoë Kravitz, Norman Lear, LL Cool J, Seth MacFarlane, Sonequa Martin-Green, Tatiana Maslany, Melissa McCarthy, Gerald McRaney, Debra Messing, Seth Meyers, Lea Michele, Shemar Moore, Jeffrey Dean Morgan, Kumail Nanjiani, Kaitlin Olson, Jim Parsons, Dolly Parton, Sarah Paulson, Jeremy Piven, Issa Rae, Craig Robinson, Gina Rodriguez, Anika Noni Rose, Tracee Ellis Ross, Emmy Rossum, Adam Scott, Lily Tomlin, Cicely Tyson, Gabrielle Union, Oprah Winfrey, Reese Witherspoon, B. D. Wong e Shailene Woodley.
Riguardo ai premi, Donald Glover è divenuto il primo afroamericano a vincere nella categoria miglior regia per una serie commedia, oltre ad essere il primo dal 1985 ad affermarsi come miglior attore in una serie commedia. Riz Ahmed è invece divenuto il primo attore di origine asiatica a vincere un premio per la recitazione, mentre Reed Morano è stata la prima donna a vincere nella categoria miglior regia per una serie drammatica dal 1995. Julia Louis-Dreyfus, al decimo Emmy in carriera, ha eguagliato il record di otto vittorie per la recitazione di Cloris Leachman. Nicole Kidman ha vinto il suo primo Emmy vincendo in una categoria (miglior attrice in una miniserie o film) in cui figuravano quattro premi Oscar. Il Saturday Night Live è stato complessivamente il programma più premiato, con nove vittorie, una in più di Big Little Lies e di The Handmaid's Tale. Per il sedicesimo anno consecutivo, HBO è stata invece l'emittente i cui programmi hanno ricevuto più premi, 29, seguita da Netflix con 20 premi e NBC con 15.
Le candidature, annunciate il 13 luglio 2017 da Anna Chlumsky e Shemar Moore, avevano visto il Saturday Night Live e Westworld registrare il maggior numero di nomination, ventidue, seguiti da Stranger Things e Feud: Bette and Joan con diciotto. In un anno in cui Il Trono di Spade, miglior serie drammatica nelle due edizioni precedenti, non era candidabile poiché trasmesso più tardi del solito, i critici hanno apprezzato i numerosi riconoscimenti a nuove serie come The Handmaid's Tale, Stranger Things e This Is Us, individuando tra i programmi e attori ingiustamente snobbati The Americans, The Leftovers, Tredici, The Good Place, Mandy Moore, Ed Harris, Paul Giamatti, Catherine Zeta-Jones, Rami Malek, Lena Dunham, Christine Baranski, Oprah Winfrey, Yvonne Strahovski, Winona Ryder e Seth Meyers.
Con 111 candidature complessive, HBO era stata l'emittente i cui programmi sono stati i più nominati nell'edizione 2017, seguita da Netflix e NBC con 92 e 63 candidature rispettivamente.
Segue l'elenco delle varie categorie con i rispettivi candidati; i vincitori sono indicati in cima all'elenco di ciascuna categoria.

### Programmi televisivi

#### Miglior serie drammatica
- The Handmaid's Tale, distribuita da Hulu
  - Better Call Saul, distribuita da AMC
  - The Crown, distribuita da Netflix
  - House of Cards - Gli intrighi del potere (House of Cards), distribuita da Netflix
  - Stranger Things, distribuita da Netflix
  - This Is Us, distribuita da NBC
  - Westworld - Dove tutto è concesso (Westworld), distribuita da HBO

#### Miglior serie commedia
- Veep - Vicepresidente incompetente (Veep), distribuita da HBO
  - Atlanta, distribuita da FX
  - Black-ish, distribuita da ABC
  - Master of None, distribuita da Netflix
  - Modern Family, distribuita da ABC
  - Silicon Valley, distribuita da HBO
  - Unbreakable Kimmy Schmidt, distribuita da Netflix

#### Miglior miniserie
- Big Little Lies - Piccole grandi bugie (Big Little Lies), distribuita da HBO
  - Fargo, distribuita da FX
  - Feud: Bette and Joan, distribuita da FX
  - Genius, distribuita da Nat Geo
  - The Night Of - Cos'è successo quella notte? (The Night Of), distribuita da HBO

#### Miglior film per la televisione
- San Junipero (Black Mirror: San Junipero), distribuito da Netflix
  - Dolly Parton's Christmas of Many Colors: Circle of Love, distribuito da NBC
  - La vita immortale di Henrietta Lacks (The Immortal Life of Henrietta Lacks), distribuito da HBO
  - Il detective morente (Sherlock: The Lying Detective), distribuito negli USA da PBS
  - The Wizard of Lies, distribuito da HBO

#### Miglior reality competitivo
- The Voice, distribuito da NBC
  - The Amazing Race, distribuito da CBS
  - American Ninja Warrior, distribuito da NBC
  - Project Runway, distribuito da Lifetime
  - RuPaul's Drag Race, distribuito da VH1
  - Top Chef, distribuito da Bravo

#### Miglior varietà talk show
- Last Week Tonight with John Oliver, distribuito da HBO
  - Full Frontal with Samantha Bee, distribuito da TBS
  - Jimmy Kimmel Live!, distribuito da ABC
  - The Late Late Show with James Corden, distribuito da CBS
  - The Late Show with Stephen Colbert, distribuito da CBS
  - Real Time with Bill Maher, distribuito da HBO

#### Miglior varietà di sketch
- Saturday Night Live, distribuito da NBC
  - Billy on the Street, distribuito da truTV
  - Documentary Now!, distribuito da IFC
  - Drunk History, distribuito da Comedy Central
  - Portlandia, distribuito da IFC
  - Tracey Ullman's Show, distribuito da HBO

### Recitazione

#### Miglior attore protagonista in una serie drammatica
- Sterling K. Brown, per aver interpretato Randall Pearson in This Is Us
  - Anthony Hopkins, per aver interpretato Robert Ford in Westworld
  - Bob Odenkirk, per aver interpretato Jimmy McGill in Better Call Saul
  - Matthew Rhys, per aver interpretato Philip Jennings in The Americans
  - Liev Schreiber, per aver interpretato Ray Donovan in Ray Donovan
  - Kevin Spacey, per aver interpretato Frank Underwood in House of Cards
  - Milo Ventimiglia, per aver interpretato Jack Pearson in This Is Us

#### Miglior attrice protagonista in una serie drammatica
- Elisabeth Moss, per aver interpretato Offred in The Handmaid's Tale
  - Viola Davis, per aver interpretato Annalise Keating in Le regole del delitto perfetto
  - Claire Foy, per aver interpretato la regina Elisabetta II in The Crown
  - Keri Russell, per aver interpretato Elizabeth Jennings in The Americans
  - Evan Rachel Wood, per aver interpretato Dolores Abernathy in Westworld
  - Robin Wright, per aver interpretato Claire Underwood in House of Cards

#### Miglior attore protagonista in una serie commedia

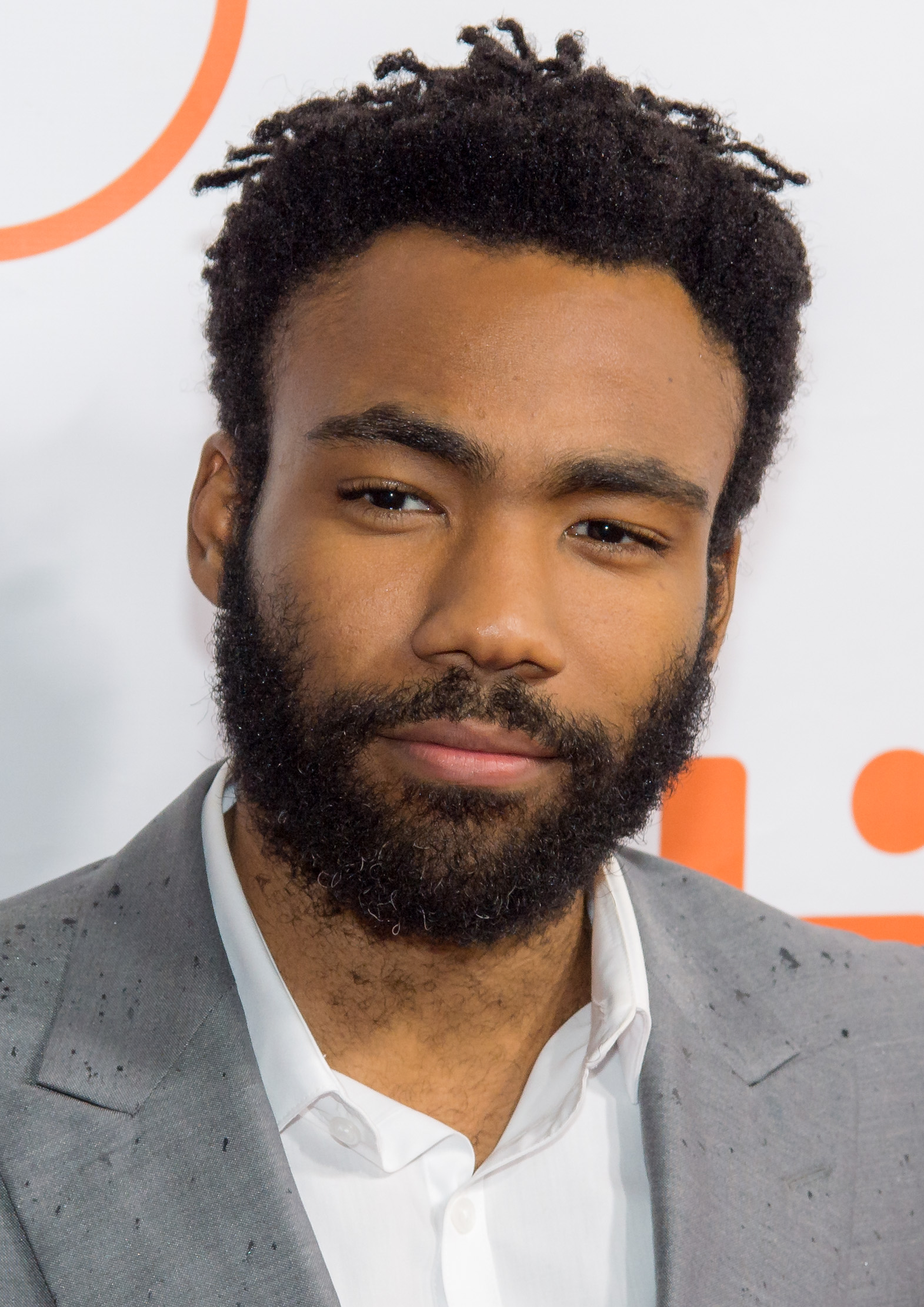
Donald Glover, miglior attore protagonista in una serie commedia

- Donald Glover, per aver interpretato Earnest "Earn" Marks in Atlanta
  - Anthony Anderson, per aver interpretato Andre "Dre" Johnson Sr. in Black-ish
  - Aziz Ansari, per aver interpretato Dev Shah in Master of None
  - Zach Galifianakis, per aver interpretato Chip e Dale Baskets in Baskets
  - William H. Macy, per aver interpretato Frank Gallagher in Shameless
  - Jeffrey Tambor, per aver interpretato Maura Pfefferman in Transparent

#### Miglior attrice protagonista in una serie commedia
- Julia Louis-Dreyfus, per aver interpretato Selina Meyer in Veep
  - Pamela Adlon, per aver interpretato Sam Fox in Better Things
  - Jane Fonda, per aver interpretato Grace Hanson in Grace and Frankie
  - Allison Janney, per aver interpretato Bonnie Plunkett in Mom
  - Ellie Kemper, per aver interpretato Kimmy Schmidt in Unbreakable Kimmy Schmidt
  - Tracee Ellis Ross, per aver interpretato Rainbow "Bow" Johnson in Black-ish
  - Lily Tomlin, per aver interpretato Frankie Bergstein in Grace and Frankie

#### Miglior attore protagonista in una miniserie o film
- Riz Ahmed, per aver interpretato Nasir "Naz" Khan in The Night Of
  - Benedict Cumberbatch, per aver interpretato Sherlock Holmes nell'episodio Il detective morente di Sherlock
  - Robert De Niro, per aver interpretato Bernie Madoff in The Wizard of Lies
  - Ewan McGregor, per aver interpretato Ray e Emmit Stussy in Fargo
  - Geoffrey Rush, per aver interpretato Albert Einstein in Genius
  - John Turturro, per aver interpretato John Stone in The Night Of

#### Miglior attrice protagonista in una miniserie o film

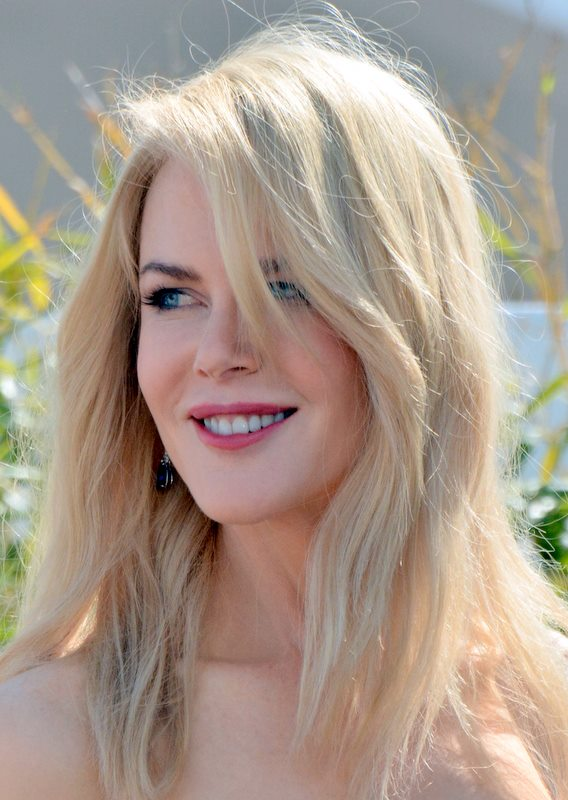
Nicole Kidman, miglior attrice in una miniserie o film

- Nicole Kidman, per aver interpretato Celeste Wright in Big Little Lies
  - Carrie Coon, per aver interpretato Gloria Burgle in Fargo
  - Felicity Huffman, per aver interpretato Jeanette Hesby in American Crime
  - Jessica Lange, per aver interpretato Joan Crawford in Feud: Bette and Joan
  - Susan Sarandon, per aver interpretato Bette Davis in Feud: Bette and Joan
  - Reese Witherspoon, per aver interpretato Madeline Martha Mackenzie in Big Little Lies

#### Miglior attore non protagonista in una serie drammatica
- John Lithgow, per aver interpretato Winston Churchill in The Crown
  - Jonathan Banks, per aver interpretato Mike Ehrmantraut in Better Call Saul
  - Ron Cephas Jones, per aver interpretato William H. Hill in This Is Us
  - David Harbour, per aver interpretato Jim Hopper in Stranger Things
  - Michael Kelly, per aver interpretato Doug Stamper in House of Cards
  - Mandy Patinkin, per aver interpretato Saul Berenson in Homeland
  - Jeffrey Wright, per aver interpretato Bernard Lowe in Westworld

#### Miglior attrice non protagonista in una serie drammatica
- Ann Dowd, per aver interpretato Aunt Lydia in The Handmaid's Tale
  - Uzo Aduba, per aver interpretato Suzanne "Crazy Eyes" Warren in Orange Is the New Black
  - Millie Bobby Brown, per aver interpretato Undici (Eleven) in Stranger Things
  - Chrissy Metz, per aver interpretato Kate Pearson in This Is Us
  - Thandie Newton, per aver interpretato Maeve Millay in Westworld
  - Samira Wiley, per aver interpretato Moira in The Handmaid's Tale

#### Miglior attore non protagonista in una serie commedia
- Alec Baldwin, per aver interpretato Donald Trump al Saturday Night Live
  - Louie Anderson, per aver interpretato Christine Baskets in Baskets
  - Tituss Burgess, per aver interpretato Titus Andromedon in Unbreakable Kimmy Schmidt
  - Ty Burrell, per aver interpretato Phil Dunphy in Modern Family
  - Tony Hale, per aver interpretato Gary Walsh in Veep
  - Matt Walsh, per aver interpretato Mike McLintock in Veep

#### Miglior attrice non protagonista in una serie commedia
- Kate McKinnon, per aver interpretato vari personaggi al Saturday Night Live
  - Vanessa Bayer, per aver interpretato vari personaggi al Saturday Night Live
  - Anna Chlumsky, per aver interpretato Amy Brookheimer in Veep
  - Kathryn Hahn, per aver interpretato Raquel Fein in Transparent
  - Leslie Jones, per aver interpretato vari personaggi al Saturday Night Live
  - Judith Light, per aver interpretato Shelly Pfefferman in Transparent

#### Miglior attore non protagonista in una miniserie o film

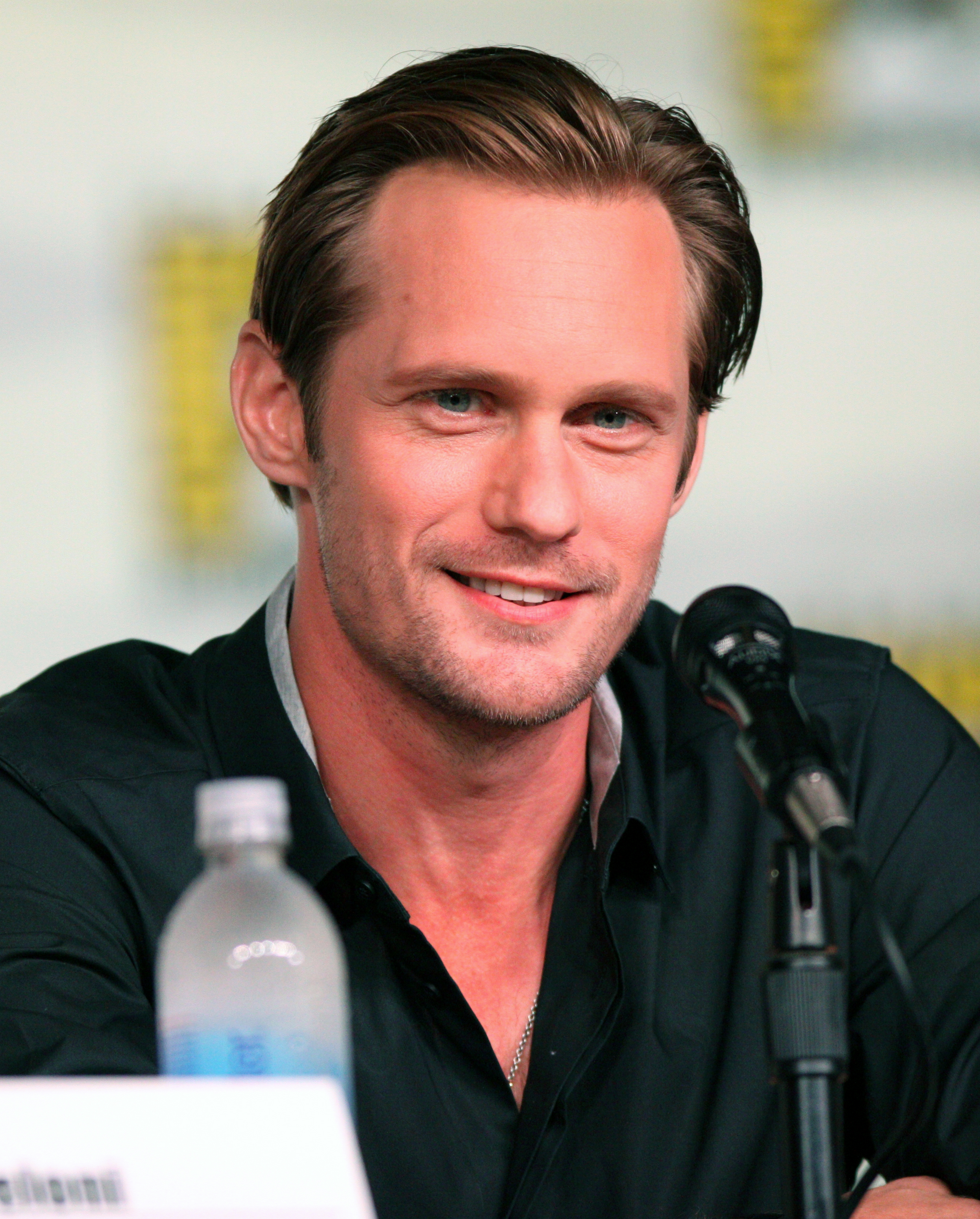
Alexander Skarsgård, miglior attore non protagonista in una miniserie o film

- Alexander Skarsgård, per aver interpretato Perry Wright in Big Little Lies
  - Bill Camp, per aver interpretato Dennis Box in The Night Of
  - Alfred Molina, per aver interpretato Robert Aldrich in Feud: Bette and Joan
  - David Thewlis, per aver interpretato V.M. Varga in Fargo
  - Stanley Tucci, per aver interpretato Jack Warner in Feud: Bette and Joan
  - Michael K. Williams, per aver interpretato Freddy Knight in The Night Of

#### Miglior attrice non protagonista in una miniserie o film
- Laura Dern, per aver interpretato Renata Klein in Big Little Lies
  - Judy Davis, per aver interpretato Hedda Hopper in Feud: Bette and Joan
  - Jackie Hoffman, per aver interpretato Mamacita in Feud: Bette and Joan
  - Regina King, per aver interpretato Kimara Walters in American Crime
  - Michelle Pfeiffer, per aver interpretato Ruth Madoff in The Wizard of Lies
  - Shailene Woodley, per aver interpretato Jane Chapman in Big Little Lies

### Regia

#### Miglior regia per una serie drammatica
- Reed Morano, per l'episodio Offred di The Handmaid's Tale
  - Stephen Daldry, per l'episodio Hyde Park Corner di The Crown
  - The Duffer Brothers, per l'episodio Capitolo primo - La scomparsa di Will Byers di Stranger Things
  - Kate Dennis, per l'episodio The Bridge di The Handmaid's Tale
  - Vince Gilligan, per l'episodio Testimone di Better Call Saul
  - Lesli Linka Glatter, per l'episodio L'America prima di tutto di Homeland
  - Jonathan Nolan, per l'episodio Un nuovo inizio di Westworld

#### Miglior regia per una serie commedia
- Donald Glover, per l'episodio Il talk show di Atlanta
  - Jamie Babbit, per l'episodio Intellectual Property di Silicon Valley
  - Mike Judge, per l'episodio Server Error di Silicon Valley
  - David Mandel, per l'episodio Groundbreaking di Veep
  - Morgan Sackett, per l'episodio Blurb di Veep
  - Dale Stern, per l'episodio Justice di Veep

#### Miglior regia per un film, miniserie o speciale drammatico
- Jean-Marc Vallée, per Big Little Lies
  - Noah Hawley, per l'episodio The Law of Vacant Places di Fargo
  - Ron Howard, per l'episodio Genio ribelle di Genius
  - James Marsh, per l'episodio L'arte della guerra di The Night Of
  - Ryan Murphy, per l'episodio And the Winner Is... (The Oscars of 1963) di Feud: Bette and Joan
  - Steve Zaillian, per l'episodio La spiaggia di The Night Of

#### Miglior regia per un varietà
- Don Roy King, per la puntata con Jimmy Fallon del Saturday Night Live
  - Andy Fisher, per la puntata The (RED) Show di Jimmy Kimmel Live
  - Jim Hoskinson, per la puntata 1x79 di The Late Show with Stephen Colbert
  - Paul Pennolino, per la puntata Multi-Level Marketing di Last Week Tonight with John Oliver
  - Derek Waters e Jeremy Konner, per la puntata Hamilton di Drunk History

### Sceneggiatura

#### Miglior sceneggiatura per una serie drammatica
- Bruce Miller, per l'episodio Offred di The Handmaid's Tale
  - The Duffer Brothers, per l'episodio Capitolo primo - La scomparsa di Will Byers di Stranger Things
  - Joel Fields e Joe Weisberg, per l'episodio The Soviet Division di The Americans
  - Lisa Joy e Jonathan Nolan, per l'episodio Un nuovo inizio di Westworld
  - Peter Morgan, per l'episodio Assassini di The Crown
  - Gordon Smith, per l'episodio Imbroglio di Better Call Saul

#### Miglior sceneggiatura per una serie commedia
- Aziz Ansari e Lena Waithe, per l'episodio Thanksgiving di Master of None
  - Alec Berg, per l'episodio Success Failure di Silicon Valley
  - Donald Glover, per l'episodio Il talk show di Atlanta
  - Stephen Glover, per l'episodio Notorietà di Atlanta
  - Billy Kimball, per l'episodio Georgia di Veep
  - David Mandel, per l'episodio Groundbreaking di Veep

#### Miglior sceneggiatura per un film, miniserie o speciale drammatico
- Charlie Brooker, per l'episodio San Junipero di Black Mirror
  - Jaffe Cohen, Michael Zam e Ryan Murphy, per l'episodio Pilot di Feud: Bette and Joan
  - Noah Hawley, per l'episodio The Law of Vacant Places di Fargo
  - David E. Kelley, per Big Little Lies
  - Ryan Murphy, per l'episodio And the Winner Is... (The Oscars of 1963) di Feud: Bette and Joan
  - Richard Price e Steven Zaillian, per l'episodio Il richiamo della foresta di The Night Of

#### Miglior sceneggiatura per un varietà
- Kevin Avery, Tim Carvell, Josh Gondelman, Dan Gurewitch, Geoff Haggerty, Jeff Maurer, John Oliver, Scott Sherman, Will Tracy, Jill Twiss e Juli Weiner, per Last Week Tonight with John Oliver
  - Jo Miller, Samantha Bee, Ashley Nicole Black, Pat Cassels, Eric Drysdale, Mathan Erhardt, Travon Free, Joe Grossman, Miles Kahn, Melinda Taub e Jason Reich, per Full Frontal with Samantha Bee
  - Jermaine Affonso, Alex Baze, Bryan Donaldson, Sal Gentile, Matt Goldich, Dina Gusovky, Jenny Hagel, Allison Hord, Mike Karnell, John Lutz, Seth Meyers, Ian Morgan, Seth Reiss, Amber Ruffin, Mike Scollins, Mike Shoemaker e Ben Warheit, per Late Night With Seth Meyers
  - Barry Julien, Jay Katsir, Opus Moreschi, Stephen Colbert, Tom Purcell, Matt Lappin, Michael Brumm, Nate Charny, Aaron Cohen, Cullen Crawford, Paul Dinello, Ariel Dumas, Glenn Eichler, Django Gold, Gabe Gronli, Daniel Kibblesmith, Michael Pielocik, Kate Sidley, Jen Spyra, Brian Stack e John Thibodeaux, per The Late Show with Stephen Colbert
  - Chris Kelly, Sarah Schneider, Kent Sublette, Bryan Tucker, Pete Schultz, James Anderson, Kristen Bartlett, Jeremy Beiler, Zack Bornstein, Joanna Bradley, Megan Callahan, Michael Che, Anna Drezen, Fran Gillespie, Sudi Green, Steve Higgins, Colin Jost, Erik Kenward, Rob Klein, Nick Kocher, Dave McCary, Brian McElhaney, Dennis McNicholas, Drew Michael, Lorne Michaels, Josh Patten, Katie Rich, Streeter Seidell, Will Stephen e Julio Torres, per Saturday Night Live